# Порламар
Порламар (ісп. Porlamar) — найбільше місто штату Нуева-Еспарта у Венесуелі, розташоване в південно-східній частині острова Маргарита, на березі Карибського моря.
Засновано 1536 року, менш ніж за 40 років після того, як тут побував Христофор Колумб. У Порламарі мешкає третина всіх мешканців острова Маргарита, а також місто є центром комерції острова. Відтоді, як 1973 року порт Порламара отримав статус порто-франко, місто стало одним із туристичних центрів країни.

## Транспорт
Карибський міжнародний аеропорт імені Сантьяго Маріно в Порламарі має регулярне міжнародне сполучення. Аеропорт розташований за 20 км на південний захід від центру Порламара. Також на південному заході острова міститься паромна переправа.

## Міста-побратими
- Канкун (Мексика)
- Картахена (Колумбія)
- Маямі (США)